# Restaurant Bellevue
Das Restaurant Bellevue war ein Restaurant auf dem Pfaffenberg bei Grinzing in Wien.
Das Restaurant wurde am 18. Mai 1963 vom Wiener Bürgermeister Franz Jonas eröffnet.
Der vom Architektenehepaar Traude und Wolfgang Windbrechtinger gestaltete Großkomplex im typischen nüchternen Stil der 1960er-Jahre umfasste etwa 1150 Restaurantplätze davon 800 im Freien, mit prachtvoller Aussicht auf Wien.
Die künstlerische Ausstattung stammte von Maria Biljan-Bilger.
Die Großgaststätte wirkte allerdings wohl eine Spur zu anonym und zu wenig gemütlich, um das heimische und internationale Publikum anzuziehen. Ein kommerzieller Erfolg war nicht zu erzielen und nach Jahren der Verwahrlosung wurde 1982 das Restaurantgebäude ersatzlos demoliert.